# Coupe du monde de rugby à XV 1987
Navigation
Coupe du monde 1991
La Coupe du monde de rugby à XV 1987 dont c'est la première édition, s'est tenue en Nouvelle-Zélande et en Australie du 22 mai au 20 juin 1987. La Nouvelle-Zélande la remporte en battant la France en finale par 29 à 9 à l'Eden Park d'Auckland.

## Préparation de l’événement

### Désignation des pays organisateurs
En 1983, l'IRFB reconsidère la vieille idée française d'une Coupe du monde (Marcel Éluère en 1947). Les fédérations anglo-saxonnes, craignant que les moyens financiers impliqués finissent par tuer l'amateurisme, font reculer le Board (ces craintes étaient fondées, puisque le rugby à XV est devenu professionnel en 1995). Mais en juin 1983, la fédération australienne fait une proposition à l'IRFB, suivie en mars 1984 par sa consœur néo-zélandaise.
Une réunion en mars 1985 à Paris met la création d'une Coupe du monde au vote. Les huit membres du IRFB se partagent de manière égale entre les quatre fédérations britanniques — contre — et les quatre autres, dont la France, — pour. Au cours du vote secret, des changements d'avis se font jour et aboutissent à la décision de confier à la Nouvelle-Zélande et à l’Australie l'organisation du premier tournoi au début de l'hiver austral 1987.

## Équipes participantes
La participation à la première Coupe du monde de rugby à XV se fait sur invitation. Il n'y a donc pas d'épreuve de qualification. Seize équipes sont invitées.
Toujours sous le régime de l'apartheid, l'Afrique du Sud dans un premier temps, n'est pas invitée. Finalement, une invitation est faite mais l'Afrique du Sud la décline.
L'URSS est également invitée mais décline l'invitation pour motif politique, en raison de la non-exclusion de l'Afrique du Sud par l'IRFB[réf. nécessaire].
Les Samoa occidentales ne sont pas conviées bien qu'ayant une équipe plus forte que certaines nations invitées.
| Afrique      | Amériques                               | Asie      | Europe                                                                                      | Océanie                                                |
| ------------ | --------------------------------------- | --------- | ------------------------------------------------------------------------------------------- | ------------------------------------------------------ |
| Zimbabwe (D) | Argentine (C) Canada (B) États-Unis (A) | Japon (A) | Angleterre (A) Écosse (D) France (D) Pays de Galles (B) Irlande (B) Italie (C) Roumanie (D) | Australie (A) Fidji (C) Nouvelle-Zélande (C) Tonga (B) |

## Stades

### Australie
En Australie, deux stades sont utilisés pour héberger dix matchs :
| Ville    | Stade             | Capacité |
| -------- | ----------------- | -------- |
| Brisbane | Ballymore Stadium | 24 000   |
| Sydney   | Concord Oval (en) | 20 000   |

### Nouvelle-Zélande
Des stades de neuf villes accueillent les vingt-deux autres matchs de la compétition :
| Ville            | Stade                          | Capacité |
| ---------------- | ------------------------------ | -------- |
| Auckland         | Eden Park                      | 50 000   |
| Wellington       | Athletic Park                  | 39 000   |
| Christchurch     | Lancaster Park (AMI Stadium)   | 38 630   |
| Rotorua          | Rotorua International Stadium  | 34 000   |
| Dunedin          | Carisbrook                     | 29 000   |
| Hamilton         | Rugby Park (Waikato Stadium)   | 26 350   |
| Napier           | McLean Park                    | 22 000   |
| Invercargill     | Rugby Park                     | 18 000   |
| Palmerston North | Showgrounds Oval (FMG Stadium) | 18 000   |

## Phase de poules
Points de classement
Une victoire donne 3 points, un nul 2 points et une défaite 1 point (un forfait valant 0 point).
Abréviations
J : matchs joués ; V : victoire ; N matchs nuls ; D : défaites ; PP : points marqués ; PC : points encaissés ; EM : essais marqués ; Pts : points de classement.
Départages
Le départage des équipes à égalité de points de classement se fait à la différence de points particulière, puis au nombre d'essais marqués dans les confrontations directes.

### Poule A
| Équipes    | J | V | N | D | PP  | PC  | EM | Pts |
| ---------- | - | - | - | - | --- | --- | -- | --- |
| Australie  | 3 | 3 | 0 | 0 | 108 | 41  | 18 | 9   |
| Angleterre | 3 | 2 | 0 | 1 | 100 | 32  | 15 | 7   |
| États-Unis | 3 | 1 | 0 | 2 | 39  | 99  | 5  | 5   |
| Japon      | 3 | 0 | 0 | 3 | 48  | 123 | 7  | 3   |

| Samedi 23 mai 1987 | Australie | 19 - 6 (6-0) | Angleterre                                       | Concord Oval, Sydney 17 896 spectateurs Arbitre : Keith Lawrence |
| Samedi 23 mai 1987 | Essai(s) : 2 Campese 50e ; Poidevin 60e Transformation(s) : 1/2 Lynagh 60e Pénalité(s) : 3 Lynagh 21e, 30e, 64e |              | Essai(s) : Harrison 47e Transformation(s) : Webb | Concord Oval, Sydney 17 896 spectateurs Arbitre : Keith Lawrence |
| Samedi 23 mai 1987 | |              |                                                  | Concord Oval, Sydney 17 896 spectateurs Arbitre : Keith Lawrence |

| Dimanche 24 mai 1987 | Japon                                                                                         | 18 - 21 (11-15) | États-Unis                                                                                                  | Ballymore Stadium, Brisbane 4 000 spectateurs Arbitre : Guy Maurette |
| Dimanche 24 mai 1987 | Essai(s) : 3 Taumoefolau 16e, 30e ; Yoshinaga 72e Pénalité(s) : 2 Yoshinaga 36e ; Kutsuki 54e |                 | Essai(s) : 3 Purcell 26e ; Nelson 37e ; Lambert 70e Transformation(s) : 3/3 Nelson Pénalité(s) : Nelson 40e | Ballymore Stadium, Brisbane 4 000 spectateurs Arbitre : Guy Maurette |
| Dimanche 24 mai 1987 |                                                                                               |                 | | Ballymore Stadium, Brisbane 4 000 spectateurs Arbitre : Guy Maurette |

| Samedi 30 mai 1987 | Angleterre | 60 - 7 (16-3) | Japon                                            | Concord Oval Sydney 4 893 spectateurs Arbitre : René Hourquet |
| Samedi 30 mai 1987 | Essai(s) : 10 Underwood 31e, 56e ; Rees 39e Salmon 47e ; Richards 49e ; Simms 64e Harrison 68e, 70e, 80e ; Redman 79e Transformation(s) : 7/10 Webb 39e, 47e, 49e, 64e, 70e, 79e, 80e Pénalité(s) : 2 Webb 8e, 16e |               | Essai(s) : Miyamoto 42e Pénalité(s) : Matsuo 25e | Concord Oval Sydney 4 893 spectateurs Arbitre : René Hourquet |
| Samedi 30 mai 1987 | |               |                                                  | Concord Oval Sydney 4 893 spectateurs Arbitre : René Hourquet |

| Dimanche 31 mai 1987 | Australie | 47 - 12 (21-3) | États-Unis                                                                                     | Ballymore Stadium, Brisbane 10 855 spectateurs Arbitre : Brian Anderson |
| Dimanche 31 mai 1987 | Essai(s) : 8 de pénalité 8e ; B.Smith 24e ; Slack 40e Leeds 43e, 80e ; Papworth 56e Campese 65e ; Codey 70e Transformation(s) : 6/8 Lynagh 8e, 24e, 40e, 65e, 70e, 80e Pénalité(s) : Lynagh 2e |                | Essai(s) : Nelson 52e Transformation(s) : Nelson Pénalité(s) : Nelson 32e Drop(s) : Horton 75e | Ballymore Stadium, Brisbane 10 855 spectateurs Arbitre : Brian Anderson |
| Dimanche 31 mai 1987 | |                |                                                                                                | Ballymore Stadium, Brisbane 10 855 spectateurs Arbitre : Brian Anderson |

| Mercredi 3 juin 1987 | Angleterre | 34 - 6 (12-0) | États-Unis                                        | Concord Oval, Sydney 8 785 spectateurs Arbitre : Kerry Fitzgerald |
| Mercredi 3 juin 1987 | Essai(s) : 4 Winterbottom 23e, 45e Harrison 61e ; Dooley 79e Transformation(s) : 3/4 Webb 23e, 45e, 79e Pénalité(s) : 4 Webb 10e, 31e, 47e, 54e |               | Essai(s) : Purcell 65e Transformation(s) : Nelson | Concord Oval, Sydney 8 785 spectateurs Arbitre : Kerry Fitzgerald |
| Mercredi 3 juin 1987 | |               |                                                   | Concord Oval, Sydney 8 785 spectateurs Arbitre : Kerry Fitzgerald |

| Mercredi 3 juin 1987 | Australie | 42 - 23 (16-13) | Japon | Concord Oval, Sydney 8 785 spectateurs Arbitre : Jim Fleming |
| Mercredi 3 juin 1987 | Essai(s) : 8 Slack 8e, 77e ; Tuynman 21e Burke 33e, 80e ; Grigg 46e Hartill 55e ; Campese 60e Transformation(s) : 5/8 Lynagh 21e, 33e, 46e, 77e, 80e |                 | Essai(s) : 3 Kutsuki 12e, 23e ; Fujita 73e Transformation(s) : 1/3 Okidoi 12e Pénalité(s) : 2 Okidoi 2e, 66e Drop(s) : Okidoi 57e | Concord Oval, Sydney 8 785 spectateurs Arbitre : Jim Fleming |
| Mercredi 3 juin 1987 | |                 | | Concord Oval, Sydney 8 785 spectateurs Arbitre : Jim Fleming |

### Poule B
| Équipes        | J | V | N | D | PP | PC | EM | Pts |
| -------------- | - | - | - | - | -- | -- | -- | --- |
| Pays de Galles | 3 | 3 | 0 | 0 | 82 | 31 | 13 | 9   |
| Irlande        | 3 | 2 | 0 | 1 | 84 | 41 | 11 | 7   |
| Canada         | 3 | 1 | 0 | 2 | 65 | 90 | 8  | 5   |
| Tonga          | 3 | 0 | 0 | 3 | 29 | 98 | 3  | 3   |

| Dimanche 24 mai 1987 | Canada | 37 - 4 (16-0) | Tonga               | McLean Park Napier 7 000 spectateurs Arbitre : Clive Norling |
| Dimanche 24 mai 1987 | Essai(s) : 7 Stuart 3e ; Frame 15e ; de pénalité 26e Vaesen 43e, 76e ; Palmer 68e, 72e Transformation(s) : 3/7 Wyatt 3e, 26e ; Rees 72e Pénalité(s) : Rees 70e |               | Essai(s) : Valu 48e | McLean Park Napier 7 000 spectateurs Arbitre : Clive Norling |
| Dimanche 24 mai 1987 | |               |                     | McLean Park Napier 7 000 spectateurs Arbitre : Clive Norling |

| Lundi 25 mai 1987 | Irlande                          | 6 - 13 (6-0) | Pays de Galles                                                               | Athletic Park Wellington 15 000 spectateurs Arbitre : Kerry Fitzgerald |
| Lundi 25 mai 1987 | Pénalité(s) : 2 Kiernan 39e, 40e |              | Essai(s) : Ring 55e Pénalité(s) : Thorburn 43e Drop(s) : 2 J Davies 61e, 65e | Athletic Park Wellington 15 000 spectateurs Arbitre : Kerry Fitzgerald |
| Lundi 25 mai 1987 |                                  |              |                                                                              | Athletic Park Wellington 15 000 spectateurs Arbitre : Kerry Fitzgerald |

| Vendredi 29 mai 1987 | Tonga | 16 - 29 (7-17) | Pays de Galles | Showgrounds Oval Palmerston North 19 000 spectateurs Arbitre : David Bishop |
| Vendredi 29 mai 1987 | Essai(s) : 2 Fielea 40e+3 ; Fifta 76e Transformation(s) : 1/2 Liava'a 77e Pénalité(s) : 2 'Amone 34e ; Liava'a 80e |                | Essai(s) : 4 Glen Webbe (en) 4e, 12e, 71e ; Hadley 40e Transformation(s) : 2/4 Thorburn 4e, 71e Pénalité(s) : 2 Thorburn 30e, 56e Drop(s) : J Davies 64e | Showgrounds Oval Palmerston North 19 000 spectateurs Arbitre : David Bishop |
| Vendredi 29 mai 1987 | |                | | Showgrounds Oval Palmerston North 19 000 spectateurs Arbitre : David Bishop |

| Samedi 30 mai 1987 | Canada                                                                                   | 19 - 46 (12-16) | Irlande | Carisbrook Dunedin 9 000 spectateurs Arbitre : Fred Howard |
| Samedi 30 mai 1987 | Essai(s) : Cardinal 56e Pénalité(s) : 4 Rees 2e, 18e, 48e ; Wyatt 14e Drop(s) : Rees 25e |                 | Essai(s) : 6 Bradley 10e ; Crossan 28e, 65e Spillane 70e ; Ringland 79e ; MacNeill 80e Transformation(s) : 5/6 Kiernan 10e, 65e, 70e, 79e, 80e Pénalité(s) : 2 Kiernan 39e, 57e Drop(s) : 2 Kiernan 5e ; Ward 75e | Carisbrook Dunedin 9 000 spectateurs Arbitre : Fred Howard |
| Samedi 30 mai 1987 |                                                                                          |                 | | Carisbrook Dunedin 9 000 spectateurs Arbitre : Fred Howard |

| Mercredi 3 juin 1987 | Irlande | 32 - 9 (13-3) | Tonga                                | Ballymore Stadium Brisbane 1 000 spectateurs Arbitre : Guy Maurette |
| Mercredi 3 juin 1987 | Essai(s) : 5 MacNeill 15e, 76e ; Mullin 35e, 56e, 72e Transformation(s) : 3/5 Ward 35e, 56e, 72e Pénalité(s) : 2 Ward 3e, 41e |               | Pénalité(s) : 3 'Amone 24e, 48e, 75e | Ballymore Stadium Brisbane 1 000 spectateurs Arbitre : Guy Maurette |
| Mercredi 3 juin 1987 | |               |                                      | Ballymore Stadium Brisbane 1 000 spectateurs Arbitre : Guy Maurette |

| Mercredi 3 juin 1987 | Canada                             | 9 - 40 (6-9) | Pays de Galles | Rugby Park, Invercargill 14 000 spectateurs Arbitre : David Bishop |
| Mercredi 3 juin 1987 | Pénalité(s) : 3 Rees 1re, 26e, 34e |              | Essai(s) : 8 I Evans 3e, 43e, 65e, 80e ; Bowen 49e Devereux 57e ; Hadley 67e ; Phillips 81e Transformation(s) : 4/8 Thorburn 3e, 43e, 49e, 65e | Rugby Park, Invercargill 14 000 spectateurs Arbitre : David Bishop |
| Mercredi 3 juin 1987 |                                    |              | | Rugby Park, Invercargill 14 000 spectateurs Arbitre : David Bishop |

### Poule C
| Équipes          | J | V | N | D | PP  | PC  | EM | Pts |
| ---------------- | - | - | - | - | --- | --- | -- | --- |
| Nouvelle-Zélande | 3 | 3 | 0 | 0 | 190 | 34  | 30 | 9   |
| Fidji            | 3 | 1 | 0 | 2 | 56  | 101 | 6  | 5   |
| Italie           | 3 | 1 | 0 | 2 | 40  | 110 | 5  | 5   |
| Argentine        | 3 | 1 | 0 | 2 | 49  | 90  | 4  | 5   |

Les trois équipes à égalité, Argentine, Fidji et Italie sont départagées à la différence de points dans le mini-championnat les concernant :
1. Fidji : +16
2. Italie : -6
3. Argentine : -10

Les Fidji se qualifient donc pour les quarts de finale en tant que deuxièmes de la poule C.
| Vendredi 22 mai 1987 | Nouvelle-Zélande | 70 - 6 (12-3) | Italie                                          | Eden Park, Auckland 20 000 spectateurs Arbitre : Bob Fordham |
| Vendredi 22 mai 1987 | Essai(s) : 12 de pénalité 14e ; M Jones 30e ; W Taylor 43e Green 49e, 54e ; McDowall 63e ; Kirwan 68e, 70e Kirk 72e, 77e ; Stanley 75e ; A Whetton 79e Transformation(s) : 8/12 Fox 14e, 30e, 43e, 54e, 68e, 70e, 72e, 79e Pénalité(s) : 2 Fox 60e, 61e |               | Pénalité(s) : Collodo 41e Drop(s) : Collodo 39e | Eden Park, Auckland 20 000 spectateurs Arbitre : Bob Fordham |
| Vendredi 22 mai 1987 | |               |                                                 | Eden Park, Auckland 20 000 spectateurs Arbitre : Bob Fordham |

| Dimanche 24 mai 1987 | Argentine                                                                    | 9 - 28 (0-13) | Fidji | Rugby Park, Hamilton 13 000 spectateurs Arbitre : Jim Fleming |
| Dimanche 24 mai 1987 | Essai(s) : de pénalité 82e Transformation(s) : Porta Pénalité(s) : Porta 50e |               | Essai(s) : 4 Gale 17e ; Naivilawasa 38e ; K Nalaga 46e ; Savai 80e Transformation(s) : 3/4 S Koroduadua 17e, 38e ; Rokowailoa 46e Pénalité(s) : 2 S Koroduadua 21e, 62e | Rugby Park, Hamilton 13 000 spectateurs Arbitre : Jim Fleming |
| Dimanche 24 mai 1987 |                                                                              |               | | Rugby Park, Hamilton 13 000 spectateurs Arbitre : Jim Fleming |

| Mercredi 27 mai 1987 | Nouvelle-Zélande | 74 - 13 (40-3) | Fidji                                                          | Lancaster Park, Christchurch 25 000 spectateurs Arbitre : Derek Bevan |
| Mercredi 27 mai 1987 | Essai(s) : 12 Green 1re, 12e, 27e, 40e Gallagher 7e, 60e, 62e, 76e ; Kirk 34e Kirwan 44e ; de pénalité 50e ; A Whetton 72e Transformation(s) : 10/12 Fox 1re, 12e, 27e, 34e, 40e 44e, 50e, 60e, 62e, 76e Pénalité(s) : 2 Fox 21e, 24e |                | Essai(s) : Cama 79e Pénalité(s) : 3 S.Koroduadua 14e, 46e, 65e | Lancaster Park, Christchurch 25 000 spectateurs Arbitre : Derek Bevan |
| Mercredi 27 mai 1987 | |                |                                                                | Lancaster Park, Christchurch 25 000 spectateurs Arbitre : Derek Bevan |

| Jeudi 28 mai 1987 | Argentine | 25 - 16 (10-3) | Italie | Lancaster Park, Christchurch 2 000 spectateurs Arbitre : Roger Quittenton |
| Jeudi 28 mai 1987 | Essai(s) : 2 Lanza38e ; Gómez 80e Transformation(s) : 1/2 Porta 80e Pénalité(s) : 5 Porta 16e, 20e, 53e, 56e, 74e |                | Essai(s) : 2 Innocenti 49e ; Cuttitta 61e Transformation(s) : 1/2 Collodo 49e Pénalité(s) : 2 Collodo 25e, 54e | Lancaster Park, Christchurch 2 000 spectateurs Arbitre : Roger Quittenton |
| Jeudi 28 mai 1987 | |                | | Lancaster Park, Christchurch 2 000 spectateurs Arbitre : Roger Quittenton |

| Dimanche 31 mai 1987 | Fidji | 15 - 18 (3-10) | Italie | Carisbrook, Dunedin 13 000 spectateurs Arbitre : Keith Lawrence |
| Dimanche 31 mai 1987 | Essai(s) : Naivilawasa 67e Transformation(s) : S.Koroduadua Pénalité(s) : 2 S Koroduadua 49e, 62e Drop(s) : Qoro 31e |                | Essai(s) : 3 Cuttitta 12e ; Cucchiella 58e ; Mascioletti 65e Pénalité(s) : Collodo 43e Drop(s) : Collodo 2e | Carisbrook, Dunedin 13 000 spectateurs Arbitre : Keith Lawrence |
| Dimanche 31 mai 1987 | |                | | Carisbrook, Dunedin 13 000 spectateurs Arbitre : Keith Lawrence |

| Lundi 1er juin 1987 | Nouvelle-Zélande | 46 - 15 (17-9) | Argentine                                                                          | Athletic Park, Wellington 30 000 spectateurs Arbitre : Roger Quittenton |
| Lundi 1er juin 1987 | Essai(s) : 6 Kirk 13e ; Brooke 39e ; Stanley 49e Earl 67e ; Crowley 69e ; Whetton 75e Transformation(s) : 2/6 G.Fox 69e, 75e Pénalité(s) : 6 Fox 6e, 19e, 27e, 42e, 45e, 53e |                | Essai(s) : Lanza 58e Transformation(s) : Porta Pénalité(s) : 3 Porta 17e, 29e, 35e | Athletic Park, Wellington 30 000 spectateurs Arbitre : Roger Quittenton |
| Lundi 1er juin 1987 | |                |                                                                                    | Athletic Park, Wellington 30 000 spectateurs Arbitre : Roger Quittenton |

### Poule D
| Équipes  | J | V | N | D | PP  | PC  | EM | Pts |
| -------- | - | - | - | - | --- | --- | -- | --- |
| France   | 3 | 2 | 1 | 0 | 145 | 44  | 25 | 8   |
| Écosse   | 3 | 2 | 1 | 0 | 135 | 69  | 22 | 8   |
| Roumanie | 3 | 1 | 0 | 2 | 61  | 130 | 6  | 5   |
| Zimbabwe | 3 | 0 | 0 | 3 | 53  | 151 | 5  | 3   |

Dans cette poule, l'Écosse et la France sont à égalité. Les critères de départage utilisés sont les suivants :
- Différence particulière : elle est nulle pour les deux équipes à la suite de leur match nul 20 partout
- Nombre d'essais marqués dans leur confrontation : trois essais par la France contre deux par l'Écosse.

La France est donc première de la poule D. Pour son quart de finale, elle rencontre les îles Fidji plutôt que la Nouvelle-Zélande promise à l'Écosse.
| Samedi 23 mai 1987 | France | 20 - 20 (6-13) | Écosse                                                                           | Lancaster Park, Christchurch 18 000 spectateurs Arbitre : Fred Howard |
| Samedi 23 mai 1987 | Essai(s) : 3 Sella 50e ; Berbizier 58e ; Blanco 65e Transformation(s) : 1/3 Blanco 65e Pénalité(s) : 2 Blanco 16e, 31e |                | Essai(s) : 2 White 2e ; Duncan 80e Pénalité(s) : 4 G Hastings 19e, 28e, 34e, 45e | Lancaster Park, Christchurch 18 000 spectateurs Arbitre : Fred Howard |
| Samedi 23 mai 1987 | |                |                                                                                  | Lancaster Park, Christchurch 18 000 spectateurs Arbitre : Fred Howard |

| Samedi 23 mai 1987 | Roumanie                                                                                  | 21 - 20 (3-11) | Zimbabwe | Eden Park, Auckland 4 500 spectateurs Arbitre : Stephen Hilditch |
| Samedi 23 mai 1987 | Essai(s) : 3 Paraschiv 72e Toader 75e ; Hodorcă 84e Pénalité(s) : 3 Dumitru 23e, 44e, 48e |                | Essai(s) : 3 Tsimba 7e, 63e ; Neill 17e Transformation(s) : 1/3 Ferreira 63e Pénalité(s) : 2 Ferreira 27e, 54e | Eden Park, Auckland 4 500 spectateurs Arbitre : Stephen Hilditch |
| Samedi 23 mai 1987 |                                                                                           |                | | Eden Park, Auckland 4 500 spectateurs Arbitre : Stephen Hilditch |

| Jeudi 28 mai 1987 | France | 55 - 12 (12-12) | Roumanie                                   | Athletic Park, Wellington 7 000 spectateurs Arbitre : Bob Fordham |
| Jeudi 28 mai 1987 | Essai(s) : 9 Charvet 18e, 78e ; Sella 26e ; Andrieu 42e D Camberabero 45e ; Erbani 53e G Laporte 57e ; Lagisquet 68e, 75e Transformation(s) : 8/9 G Laporte 18e, 26e, 42e, 53e, 57e, 68e, 75e, 78e Pénalité(s) : G Laporte 50e |                 | Pénalité(s) : 4 Bezușcu 15e, 25e, 31e, 34e | Athletic Park, Wellington 7 000 spectateurs Arbitre : Bob Fordham |
| Jeudi 28 mai 1987 | |                 |                                            | Athletic Park, Wellington 7 000 spectateurs Arbitre : Bob Fordham |

| Samedi 30 mai 1987 | Écosse | 60 - 21 (40-6) | Zimbabwe                                                                                             | Athletic Park, Wellington 12 000 spectateurs Arbitre : David Burnett |
| Samedi 30 mai 1987 | Essai(s) : 11 Tait 4e, 38e ; Duncan 10e, 61e ; Oliver 17e Tukalo 21e, 78e ; G Hastings 25e Paxton 31e, 45e ; Jeffrey 74e Transformation(s) : 8/11 Hastings 4e, 10e, 21e, 25e, 31e, 38e, 45e, 74e |                | Essai(s) : Buitendag 48e Transformation(s) : Grobler Pénalité(s) : 5 Grobler 13e, 35e, 56e, 63e, 66e | Athletic Park, Wellington 12 000 spectateurs Arbitre : David Burnett |
| Samedi 30 mai 1987 | |                | | Athletic Park, Wellington 12 000 spectateurs Arbitre : David Burnett |

| Mardi 2 juin 1987 | Écosse | 55 - 28 (33-7) | Roumanie | Carisbrook, Dunedin 14 000 spectateurs Arbitre : Stephen Hilditch |
| Mardi 2 juin 1987 | Essai(s) : 9 Tait 5e, 23e ; Jeffrey 18e, 40e, 42e Duncan 22e ; G Hastings 68e, 80e ; Tukalo 78e Transformation(s) : 8/9 G.Hastings 5e, 18e, 22e, 23e, 40e, 42e, 78e, 80e Pénalité(s) : G.Hastings 15e |                | Essai(s) : 3 Murariu 40e, 80e, Toader 48e Transformation(s) : 2/3 Dumitru 48e ; Ion 80e Pénalité(s) : 4 Dumitru 33e, 56e, 63e ; Ion 69e | Carisbrook, Dunedin 14 000 spectateurs Arbitre : Stephen Hilditch |
| Mardi 2 juin 1987 | |                | | Carisbrook, Dunedin 14 000 spectateurs Arbitre : Stephen Hilditch |

| Mardi 2 juin 1987 | France | 70 - 12 (22-3) | Zimbabwe                                                                            | Eden Park, Auckland 3 000 spectateurs Arbitre : Derek Bevan |
| Mardi 2 juin 1987 | Essai(s) : 13 Modin 6e, 13e, 57e ; Dubroca 17e Rodriguez 38e, 73e ; Charvet 52e, 56e D Camberabero 61e, 67e, 75e Estève 62e ; G Laporte 77e Transformation(s) : 9/13 D Camberabero 6e, 13e, 17e 52e, 56e, 57e, 61e, 67e, 77e |                | Essai(s) : Kaulbach 66e Transformation(s) : Grobler Pénalité(s) : 2 Grobler 4e, 69e | Eden Park, Auckland 3 000 spectateurs Arbitre : Derek Bevan |
| Mardi 2 juin 1987 | |                |                                                                                     | Eden Park, Auckland 3 000 spectateurs Arbitre : Derek Bevan |

## Phase finale

### Tableau final
|  | Quarts de finale                      | Quarts de finale                      |                                                   |                                                   | Demi-finales                    | Demi-finales                    |   |  | Finale                              | Finale                              |
|  | Quarts de finale                      | Quarts de finale                      |                                                   |                                                   | Demi-finales                    | Demi-finales                    |   |  | Finale                              | Finale                              |
|  |                                       |                                       |                                                   |                                                   |                                 |                                 |   |  |                                     |                                     |
|  | 7 juin 1987 - Auckland (Eden Park)    | 7 juin 1987 - Auckland (Eden Park)    |                                                   |                                                   | 13 juin - Sydney (Concord Oval) | 13 juin - Sydney (Concord Oval) |   |  | 20 juin 1987 - Auckland (Eden Park) | 20 juin 1987 - Auckland (Eden Park) |
|  | 7 juin 1987 - Auckland (Eden Park)    | 7 juin 1987 - Auckland (Eden Park)    |                                                   |                                                   | 13 juin - Sydney (Concord Oval) | 13 juin - Sydney (Concord Oval) |   |  | 20 juin 1987 - Auckland (Eden Park) | 20 juin 1987 - Auckland (Eden Park) |
|  | France                                | 31                                    |                                                   |                                                   | 13 juin - Sydney (Concord Oval) | 13 juin - Sydney (Concord Oval) |   |  | 20 juin 1987 - Auckland (Eden Park) | 20 juin 1987 - Auckland (Eden Park) |
|  | France                                | 31                                    |                                                   |                                                   | 13 juin - Sydney (Concord Oval) | 13 juin - Sydney (Concord Oval) |   |  | 20 juin 1987 - Auckland (Eden Park) | 20 juin 1987 - Auckland (Eden Park) |
|  | Fidji                                 | 16                                    |                                                   |                                                   | 13 juin - Sydney (Concord Oval) | 13 juin - Sydney (Concord Oval) |   |  | 20 juin 1987 - Auckland (Eden Park) | 20 juin 1987 - Auckland (Eden Park) |
|  | Fidji                                 | 16                                    | France                                            | 30                                                |                                 |                                 |   |  | 20 juin 1987 - Auckland (Eden Park) | 20 juin 1987 - Auckland (Eden Park) |
|  | 7 juin - Sydney (Concord Oval)        |                                       | France                                            | 30                                                |                                 |                                 |   |  | 20 juin 1987 - Auckland (Eden Park) | 20 juin 1987 - Auckland (Eden Park) |
|  |                                       | Australie                             | 24                                                |                                                   |                                 |                                 |   |  | 20 juin 1987 - Auckland (Eden Park) | 20 juin 1987 - Auckland (Eden Park) |
|  | Australie                             | Australie                             | 24                                                | 33                                                |                                 |                                 |   |  | 20 juin 1987 - Auckland (Eden Park) | 20 juin 1987 - Auckland (Eden Park) |
|  | Australie                             |                                       |                                                   | 33                                                |                                 |                                 |   |  | 20 juin 1987 - Auckland (Eden Park) | 20 juin 1987 - Auckland (Eden Park) |
|  | Irlande                               | 15                                    |                                                   |                                                   |                                 |                                 |   |  | 20 juin 1987 - Auckland (Eden Park) | 20 juin 1987 - Auckland (Eden Park) |
|  | Irlande                               | 15                                    | France                                            | 9                                                 |                                 |                                 |   |  |                                     |                                     |
|  | 6 juin - Christchurch (Lancaster)     |                                       | France                                            | 9                                                 |                                 |                                 |   |  |                                     |                                     |
|  |                                       | Nouvelle-Zélande                      | 29                                                |                                                   |                                 |                                 |   |  |                                     |                                     |
|  | Nouvelle-Zélande                      | Nouvelle-Zélande                      | 29                                                | 30                                                |                                 |                                 |   |  |                                     |                                     |
|  | Nouvelle-Zélande                      | 14 juin - Brisbane (Ballymore)        |                                                   | 30                                                |                                 |                                 |   |  |                                     |                                     |
|  | Écosse                                | 3                                     |                                                   |                                                   |                                 |                                 |   |  |                                     |                                     |
|  | Écosse                                | 3                                     | Nouvelle-Zélande                                  | 49                                                |                                 |                                 |   |  |                                     |                                     |
|  | 8 juin - Brisbane (Ballymore Stadium) | 8 juin - Brisbane (Ballymore Stadium) | Nouvelle-Zélande                                  | 49                                                | Match pour la 3e place          | Match pour la 3e place          |   |  |                                     |                                     |
|  | 8 juin - Brisbane (Ballymore Stadium) | 8 juin - Brisbane (Ballymore Stadium) |                                                   | Pays de Galles                                    | Match pour la 3e place          | Match pour la 3e place          | 6 |  |                                     |                                     |
|  | Pays de Galles                        | 16                                    | 18 juin - Rotorua (Rotorua International Stadium) | 18 juin - Rotorua (Rotorua International Stadium) |                                 |                                 | 6 |  |                                     |                                     |
|  | Pays de Galles                        | 16                                    | 18 juin - Rotorua (Rotorua International Stadium) | 18 juin - Rotorua (Rotorua International Stadium) |                                 |                                 |   |  |                                     |                                     |
|  | Angleterre                            | 3                                     |                                                   | Pays de Galles                                    | 22                              |                                 |   |  |                                     |                                     |
|  | Angleterre                            | 3                                     |                                                   | Pays de Galles                                    | 22                              |                                 |   |  |                                     |                                     |
|  |                                       |                                       |                                                   |                                                   |                                 |                                 |   |  | Australie                           | 21                                  |
|  |                                       |                                       |                                                   |                                                   |                                 |                                 |   |  | Australie                           | 21                                  |

### Quarts de finale
| Samedi 6 juin 1987 | Nouvelle-Zélande | 30 - 3 (9-3) | Écosse                       | Lancaster Park, Christchurch 30 000 spectateurs Arbitre : David Burnett |
| Samedi 6 juin 1987 | Essai(s) : 2 A Whetton 50e, Gallagher 69e Transformation(s) : 2/2 Fox Pénalité(s) : 6 Fox 19e, 25e, 36e, 56e, 58e, 64e |              | Pénalité(s) : G Hastings 28e | Lancaster Park, Christchurch 30 000 spectateurs Arbitre : David Burnett |
| Samedi 6 juin 1987 | |              |                              | Lancaster Park, Christchurch 30 000 spectateurs Arbitre : David Burnett |

| Dimanche 7 juin 1987 | Australie | 33 - 15 (24-0) | Irlande                                                                                                  | Concord Oval, Sydney 14 356 spectateurs Arbitre : Brian Anderson |
| Dimanche 7 juin 1987 | Essai(s) : 4 McIntyre 14e ; B Smith 17e, Burke 22e, 66e Transformation(s) : 4/4 Lynagh 14e, 17e, 22e, 66e Pénalité(s) : 3 Lynagh 2e, 8e, 50e |                | Essai(s) : 2 MacNeill69e, Kiernan 80e Transformation(s) : 2/2 Kiernan 69e, 80e Pénalité(s) : Kiernan 57e | Concord Oval, Sydney 14 356 spectateurs Arbitre : Brian Anderson |
| Dimanche 7 juin 1987 | |                | | Concord Oval, Sydney 14 356 spectateurs Arbitre : Brian Anderson |

| Dimanche 7 juin 1987 | Fidji | 16 - 31 (7-16) | France | Eden Park, Auckland 17 000 spectateurs Arbitre : Clive Norling |
| Dimanche 7 juin 1987 | Essai(s) : 2 Qoro 15e, Damu 78e Transformation(s) : 1/2 S Koroduadua 78e Pénalité(s) : S Koroduadua 38e, 64e |                | Essai(s) : 4 Lorieux 20e, Rodriguez 30e, 41e Lagisquet 76e Transformation(s) : 3/4 G Laporte 20e, 41e, 76e Pénalité(s) : G Laporte 9e, 17e Drop(s) : G Laporte 80e | Eden Park, Auckland 17 000 spectateurs Arbitre : Clive Norling |
| Dimanche 7 juin 1987 | |                | | Eden Park, Auckland 17 000 spectateurs Arbitre : Clive Norling |

| Lundi 8 juin 1987 | Angleterre             | 3 - 16 (0-6) | Pays de Galles                                                                                  | Ballymore Stadium, Brisbane 15 000 spectateurs Arbitre : René Hourquet |
| Lundi 8 juin 1987 | Pénalité(s) : Webb 73e |              | Essai(s) : 3 G Roberts 23e, R Jones 45e, Devereux 80e Transformation(s) : 2/3 Thorburn 23e, 80e | Ballymore Stadium, Brisbane 15 000 spectateurs Arbitre : René Hourquet |
| Lundi 8 juin 1987 |                        |              |                                                                                                 | Ballymore Stadium, Brisbane 15 000 spectateurs Arbitre : René Hourquet |

### Demi-finales
| Samedi 13 juin 1987 15:00 UTC+10:00 | Australie | 24 - 30 (9-6) | France | Concord Oval (en), Sydney 17 768 spectateurs Arbitre : Brian Anderson |
| Samedi 13 juin 1987 15:00 UTC+10:00 | Essai(s) : 2 Campese 46e, Codey 64e Transformation(s) : 2/2 Lynagh Pénalité(s) : 3 Lynagh 7e, 29e, 76e Drop(s) : Lynagh 4e |               | Essai(s) : 4 Lorieux 40e, Sella 44e Lagisquet 54e, Blanco 85e Transformation(s) : 4/4 D Camberabero Pénalité(s) : 2 D Camberabero 59e, 81e | Concord Oval (en), Sydney 17 768 spectateurs Arbitre : Brian Anderson |
| Samedi 13 juin 1987 15:00 UTC+10:00 | |               | | Concord Oval (en), Sydney 17 768 spectateurs Arbitre : Brian Anderson |

| Dimanche 14 juin 1987 15:00 UTC+10:00 | Nouvelle-Zélande | 49 - 6 (27-0) | Pays de Galles                                       | Ballymore Stadium, Brisbane 22 576 spectateurs Arbitre : Kerry Fitzgerald |
| Dimanche 14 juin 1987 15:00 UTC+10:00 | Essai(s) : 8 Shelford 2e, 73e ; Drake 8e Kirwan 22e, 25e ; A Whetton 59e Stanley 62e ; Brook-Cowden 68e Transformation(s) : 7/8 Fox 2e, 8e, 22e, 25e, 59e, 62e, 73e Pénalité(s) : Fox 35e |               | Essai(s) : Devereux 55e Transformation(s) : Thorburn | Ballymore Stadium, Brisbane 22 576 spectateurs Arbitre : Kerry Fitzgerald |
| Dimanche 14 juin 1987 15:00 UTC+10:00 | |               |                                                      | Ballymore Stadium, Brisbane 22 576 spectateurs Arbitre : Kerry Fitzgerald |

### Match pour la troisième place (petite finale)
| Équipes :            | Australie – Pays de Galles                                      |
| Score :              | 21 – 22                                                         |
| Mi-temps :           | (15-13)                                                         |
| Date :               | Jeudi 18 juin 1987, 15:00 UTC+12:00                             |
| Stade :              | Rotorua International Stadium, Rotorua Nouvelle-Zélande         |
| Spectateurs :        | 29 000                                                          |
| Arbitre :            | Fred Howard                                                     |
| Points marqués       |                                                                 |
| Australie            |                                                                 |
| Essais :             | M Burke 31e Grigg 39e                                           |
| Transformations :    | 2/2 Lynagh                                                      |
| Pénalités :          | Lynagh 12e, 46e                                                 |
| Drop-goal :          | Lynagh 54e                                                      |
| Pays de Galles       |                                                                 |
| Essais :             | G Roberts 29e Moriarty 40e Hadley 80e                           |
| Transformations :    | 2/3 Thorburn 40e, 80e                                           |
| Pénalités :          | Thorburn 5e, 43e                                                |
| Évolution du score : | 0-3, 3-3, 3-7, 9-7, 15-7, 15-13, mt, 15-16, 18-16, 21-16, 21-22 |

### Finale
| Équipes :            | Nouvelle-Zélande – France |
| Score :              | 29 – 9 |
| Mi-temps :           | (9-0) |
| Date :               | Samedi 20 juin 1987, 14:30 UTC+12:00 |
| Stade :              | Eden Park, Auckland Nouvelle-Zélande |
| Spectateurs :        | 48 035 |
| Arbitre :            | Kerry Fitzgerald, Australie |
| Les équipes          | |
| Nouvelle-Zélande     | Steve McDowell, Sean Fitzpatrick, John Drake, Murray Pierce, Gary Whetton, Alan Whetton, Michael Jones, Buck Shelford, David Kirk , Grant Fox (o), Craig Green, Warwick Taylor, Joe Stanley, John Kirwan, John Gallagher                                  |
| France               | Pascal Ondarts, Daniel Dubroca , Jean-Pierre Garuet, Alain Lorieux, Jean Condom, Éric Champ, Dominique Erbani, Laurent Rodriguez, Pierre Berbizier, Franck Mesnel (o), Patrice Lagisquet, Philippe Sella, Denis Charvet, Didier Camberabero, Serge Blanco |
| Points marqués       | |
| Nouvelle-Zélande     | |
| Essais :             | Jones 17e Kirk 63e Kirwan 66e |
| Transformation(s) :  | 1/3 Fox 17e |
| Pénalités :          | Fox 46e, 56e, 69e, 75e |
| Drop-goal :          | Fox 14e |
| France               | |
| Essai(s) :           | Berbizier 78e |
| Transformation(s) :  | D Camberabero |
| Pénalité(s) :        | D Camberabero 44e |
| Évolution du score : | 3-0, 9-0, mt, 9-3, 12-3, 15-3, 19-3, 23-3, 26-3, 29-3, 29-9 |

## Meilleurs réalisateurs
Récapitulation détaillée des réalisations des dix meilleurs joueurs :
| Rang | Joueur             | Équipe           | Points | Matchs joués | Pts par match | Essais | Transf. | Buts de pénalité | Drops |
| ---- | ------------------ | ---------------- | ------ | ------------ | ------------- | ------ | ------- | ---------------- | ----- |
| 1    | Grant Fox          | Nouvelle-Zélande | 1260   | 6            | 21,0          | 0      | 30      | 210              | 1     |
| 2    | Michael Lynagh     | Australie        | 82     | 6            | 13,7          | 0      | 20      | 120              | 2     |
| 3    | Gavin Hastings     | Écosse           | 62     | 4            | 15,5          | 3      | 16      | 6                | 0     |
| 4    | Didier Camberabero | France           | 53     | 6            | 8,8           | 4      | 14      | 3                | 0     |
| 5    | Jonathan Webb      | Angleterre       | 43     | 4            | 13,5          | 0      | 11      | 7                | 0     |
| 6    | Guy Laporte        | France           | 42     | 3            | 14,0          | 2      | 11      | 3                | 1     |
| 7    | Paul Thorburn      | Pays de Galles   | 37     | 6            | 06,2          | 0      | 11      | 5                | 0     |
| 8    | Michael Kiernan    | Irlande          | 36     | 3            | 12,0          | 1      | 7       | 5                | 1     |
| 9    | Severo Koroduadua  | Fidji            | 35     | 4            | 08,7          | 0      | 4       | 9                | 0     |
| 100  | Hugo Porta         | Argentine        | 33     | 3            | 11,0          | 0      | 3       | 9                | 0     |

## Meilleurs marqueurs d'essais
| Rang | Joueur         | Équipe           | Essais | Matchs joués | Dernier essai marqué         |
| ---- | -------------- | ---------------- | ------ | ------------ | ---------------------------- |
| 1    | Craig Green    | Nouvelle-Zélande | 6      | 5            | en poule, le 27 mai          |
| 2    | John Kirwan    | Nouvelle-Zélande | 6      | 6            | en finale, le 20 juin        |
| 3    | Mike Harrison  | Angleterre       | 5      | 4            | en poule, le 3 juin          |
| 4    | John Gallagher | Nouvelle-Zélande | 5      | 5            | en quarts, le 6 juin         |
| 4    | David Kirk     | Nouvelle-Zélande | 5      | 5            | en finale, le 20 juin        |
| 6    | Matthew Burke  | Australie        | 5      | 6            | en petite finale, le 18 juin |